# Полювання на дракона
«Полювання на дракона» — радянсько-нікарагуанський художній фільм-політичний детектив 1986 року, знятий режисером Латіфом Файзієвим на кіностудії «Узбекфільм».

## 
Центральноамериканська країна Гуадіана вирішила стати на новий шлях розвитку. Спецслужби США намагаються повалити революційний уряд республіки. Для цього на території суміжної держави Санто-Ріко збудовано секретний полігон, який використовується для керування так званою «кліматичною зброєю». Ця зброя викликає урагани величезної сили, які валяться на Гуадіану та руйнують економіку країни. Для дослідження причин виникнення ураганів до Гуадіани приїжджає радянський учений-метеоролог Саїд Ходжаєв. Щоб завадити цьому, на територію республіки проникає диверсійна група на чолі з полковником Бертом.

## У ролях
- Алішер Пірмухамедов — Саїд Ходжаєв (озвучив Станіслав Захаров)
- Мірдза Мартінсоне — Іветта Леденф
- Альберт Філозов — полковник Берт
- Баходир Юлдашев — Карлос
- Борис Зайденберг — Франц Брокман, святий отець
- Лембіт Ульфсак — Аллан Мак Гі, американський тележурналіст
- Мартін Вейнманн — Віл Ніколс, оператор
- Лазар Качмазов — Роберто Ліньярес, команданто (озвучив Сергій Малишевський)
- Мартіньш Вердіньш — Жермен Кавальє
- Інтс Буранс — Іглесіас, лікар
- Елле Кулль — Мануелла, вчителька зі столиці
- Машраб Кімсанов — Рамос
- Ділором Ігамбердиєва — Орнелла
- Еркін Хачатуров — Тоні
- Хабібулло Абдуразаков — Торрес, пивовар, батько Тоні
- Закір Мухамеджанов — Хуан (озвучив Михайло Глузський)
- Микола Бриллінг — Кроуфорд
- Микола Тимофєєв — Мізіл Іванович Смирнов, секретар посольства
- Фархад Амінов — синоптик
- Рано Кубаєва — синоптик
- Закір Ельмурадов — епізод
- Людмила Грязнова — епізод
- Павло Гаврилюк — епізод
- Отабек Бабаєв — Фуркат
- Юта Юревіца — епізод
- П. Пакусін — епізод
- Опанас Тришкін — епізод
- Євген Васильєв — епізод
- Майя Егліте — епізод
- Олексій Розенберг — епізод
- Даце Волфарте — епізод
- Є. Лукіна — епізод
- Гунта Віркава — епізод
- Іван Єрошевський — епізод
- Геннадій Шумський — епізод
- Геннадій Бессонов — епізод
- Фаріда Ходжаєва — синоптик

## Знімальна група
- Режисер — Латіф Файзієв
- Сценарист — Микола Іванов
- Оператор — Леонід Травицький
- Композитор — Михайло Зів
- Художник — Садріддін Зіямухамедов